# 羅智聰
羅智聰（1956年8月14日—），曾為台灣足球運動員，目前於國立高雄應用科技大學任教，他同時也是中華台北足球代表隊的總教練。

## 外部連結
- 羅智聰個人介紹